# Canarium oleosum
Canarium oleosum är en tvåhjärtbladig växtart som först beskrevs av Jean-Baptiste de Lamarck, och fick sitt nu gällande namn av Adolf Engler. Canarium oleosum ingår i släktet Canarium och familjen Burseraceae. Inga underarter finns listade i Catalogue of Life.